# Купа на носителите на купи 1960/61
Купата на носителите на купи 1960/61 е първото издание на турнира за европейски носители на национални купи по футбол. Този сезон има неофициален характер, тъй като не е организран от УЕФА, а от комитет, съставен от функционери на участващите клубове. В него влизат 10 клуба, сред тях 6 настоящи носители на национални купи, 2 финалиста и 2 вицешампиона. Чехословашкият представител „Спартак“ Бърно се е класирал за финала при създаването на комитета, Италия изпраща с Фиорентина своят финалист, тъй като Ювентус като носител на дубъл се е класирал вече за Купа на европейските шампиони 1960/61. В Унгария дотогава не е имало национална купа, участващият „Ференцварош“ е вицешампион. ГДР също изпраща своя вицешампион „Форвертс“ Берлин.
Финалът се състои на 17 и 27 май 1961 г. Фиорентина печели с общ резултат 4:1 (2:0 в Глазгоу и 2:1 у дома) първата купа.

## Първи кръг
Първите срещи се състоят на 1 август и 11 август, а реваншите са на 28 септември 1960 г.
|                   | Общ резултат |               | 1-ви мач | 2-ри мач |
| ----------------- | ------------ | ------------- | -------- | -------- |
| Форвертс Берлин   | 2:3          | Спартак Бърно | 2:1      | 0:2      |
| Глазгоу Рейнджърс | 5:4          | Ференцварош   | 4:2      | 1:2      |

## Четвъртфинал
Първите срещи се състоят между 28 септември и 23 ноември, а реваншите са между 26 октомври и 28 декември 1960 г.
|                        | Общ резултат |                         | 1-ви мач | 2-ри мач |
| ---------------------- | ------------ | ----------------------- | -------- | -------- |
| Спартак Бърно          | 0:2          | Динамо Загреб           | 0:0      | 0:2      |
| Аустрия Виена          | 2:5          | Улвърхапмптън Уондърърс | 2:0      | 0:5      |
| Борусия Мьонхенгладбах | 0:11         | Глазгоу Рейнджърс       | 0:3      | 0:8      |
| Люцерн                 | 2:9          | Фиорентина              | 0:3      | 2:6      |

## Полуфинал
Първите срещи се състоят на 22 и 29 март, а реваншите са между 12 и 19 април 1961 г.
|                   | Общ резултат |                         | 1-ви мач | 2-ри мач |
| ----------------- | ------------ | ----------------------- | -------- | -------- |
| Фиорентина        | 4:2          | Динамо Загреб           | 3:0      | 1:2      |
| Глазгоу Рейнджърс | 3:1          | Улвърхапмптън Уондърърс | 2:0      | 1:1      |

## Финал

### Първа среща
| 17 май 1961 |

| Глазгоу Рейнджърс | 0 – 2 | Фиорентина     |
| ----------------- | ----- | -------------- |
|                   |       | Милан 12', 88' |

| Айброкс, Глазгоу 80 000 зрители Съдия: Ерих Щайнер |

### Втора среща
| 27 май 1961 |

| Фиорентина           | 2 – 1 | Глазгоу Рейнджърс |
| -------------------- | ----- | ----------------- |
| Милан 12' Хамрин 86' |       | Скот 60'          |

| Комунале, Флоренция 27 000 зрители Съдия: Вилмош Хернанди |

| КНК 1960/61            |
| ---------------------- |
| Италия                 |
| Фиорентина Първа титла |